# Hartmut Arbatzat
Hartmut Arbatzat (* 1953) ist ein deutscher Pädagoge und Sprachwissenschaftler mit Themenschwerpunkt Niederdeutsch.

## Leben
Arbatzat promovierte 1990 über Niederdeutsch in der Erwachsenenbildung. Seitdem hat er verschiedene Lehrmaterialien für Kinder und Erwachsene veröffentlicht, zuletzt das vom Institut für niederdeutsche Sprache herausgegebene Platt – dat Lehrbook. Ein Sprachkurs für Erwachsene. Er unterrichtet Plattdeutsch auch selbst als Volkshochschuldozent.
Zusammen mit seiner Frau wohnt Arbatzat in Wingst in Nordniedersachsen.

## Werk (Auswahl)
- Niederdeutsch in der Erwachsenenbildung. Voraussetzungen, Bedingungen und Konzepte eines Sprachkurses, Münster 1990, zugleich Dissertation, Universität Hamburg, Fachbereich Sprachwissenschaft, 1990.
- Warkbook Plattdüütsch, Hamburg 2005.
- Platt – dat Lehrbook. Ein Sprachkurs für Erwachsene, Hamburg, Quickborn-Verlag 2016, hgg. vom Institut für Niederdeutsche Sprache.